# Vărzari, Bihor
Vărzari (în slovacă Varzal) este un sat în comuna Popești din județul Bihor, Crișana, România.
Ca și localitatea învecinată, Budoi, satul Vărzari este locuit în majoritate de slovaci din România.

## Demografie
La recensământul din 1992 au fost înregistrați 385 de locuitori, dintre care 280 slovaci, 86 români, 18 maghiari și un ucrainean. Sub aspect confesional populația era alcătuită din 305 romano-catolici, 69 ortodocși, 7 penticostali ș.a.

 Acest articol despre o localitate din județul Bihor este deocamdată un ciot. Puteți ajuta Wikipedia prin completarea lui.